# Cornbrash-Sandstein
Der Cornbrash-Sandstein (auch Eisenkalk) wurde um Lübbecke und Minden bis Lemgo, Osnabrück, Hannover, Braunschweig und Fallersleben gebrochen. Es handelt sich um einen vor allem karbonatisch- und auch glaukonitisch-gebundenen Sandstein, der Eisen enthält. Er entstand im Mittleren Jura.

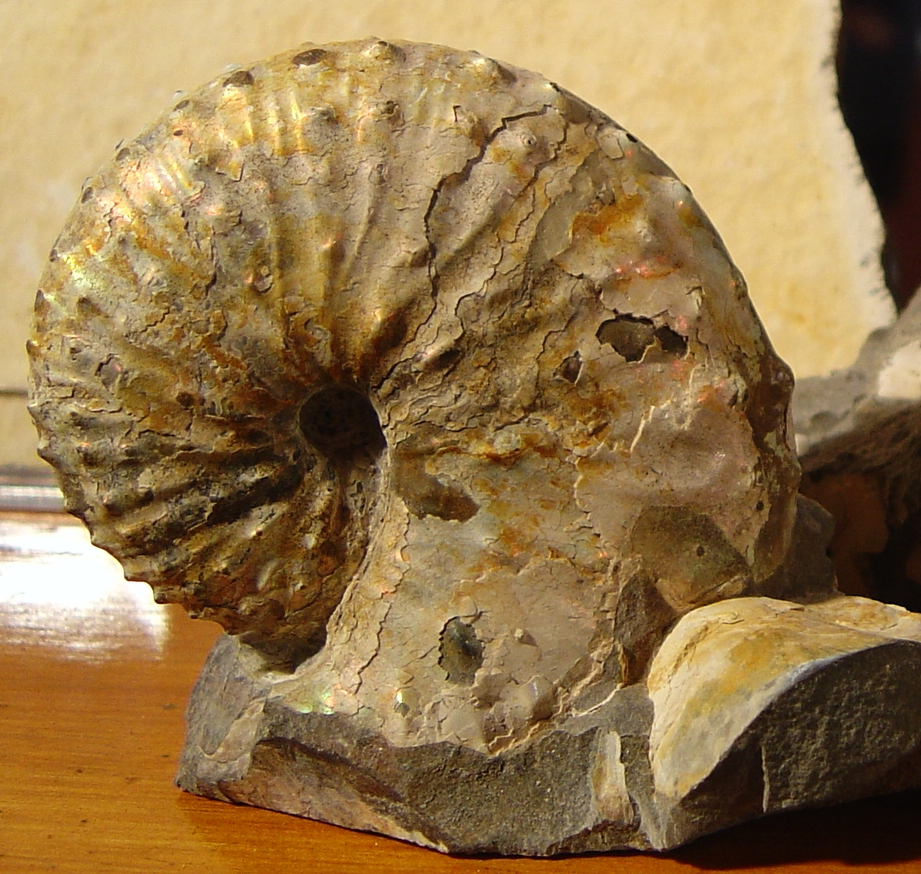
Versteinerter Ammonit

## Entstehung
Mit Beginn des Jura (vor 195 Mill. Jahren) stieg der Meeresspiegel an, die in der Obertrias trockengefallenen Gebiete wurden überflutet. Im Osnabrücker Land, mit Beginn des Jura (vor 195 Mill. Jahren), wurden mächtige Tonschichten abgelagert. Es waren Ablagerungen eines tropischen bis subtropischen Meeres mit 20 bis 100 Meter Wassertiefe und einer Wassertemperatur von etwa 17–24 °C. Diese Verhältnisse war der Lebensraum vieler Ammoniten und Belemniten.
Im Mittleren Jura ändert sich die Schichtenfolge, denn die Tonsteine gehen langsam in einen Sandstein über, der von einem nördlich liegenden Festland kam. Es entstand der sogenannte Cornbrash. Der Cornbrash ist ein hervorragendes Erdölspeichergestein und außerdem entstand in bestimmten Lagen des Cornbrash ein bis zu 2 Meter mächtiges Eisenerzlager. Die Bänke im Gestein sind 1 Meter hoch und die gesamte Schicht bis zu 20 Meter.

## Beschreibung und Verwendung
Der Cornbrash-Sandstein ist mittel- bis grobkörnig, selten feinkörnig. Seine Bindung ist kalkig oder glaukonitisch. Der Eisengehalt ist stets vorhanden und es kommen auch Adern von Eisen vor. Seine Qualitäten sind sehr je nach Bindungsanteil und Bruchlage unterschiedlich. Bei Porta ist das Vorkommen bis 80 Meter mächtig und bei Hannover etwa 18 Meter. Die kleinen Vorkommen bei Hannover und Fallersleben sind ausgebeutet.
Größere Werkstücke ließen sich, aufgrund der Zerklüftung des Sandsteinvorkommens, schwer gewinnen. Dieser Stein wurde deshalb vor allem als Bruch- und Bordstein verwendet, ferner auch für Splitt, für den Straßenbau und im Hochbau als Fundamentstein. Dieser Stein wird heute (2008) nicht mehr gebrochen.